# Östra Njudungs tingslag
Östra Njudungs tingslag var ett tingslag i Jönköpings län. Det ingick från 1934 i Njudungs domsaga, innan dess, från 1796, i Östra härads domsaga (och tingslaget bar då namnet Östra härads tingslag).
Tingslaget bildades 1680 och uppgick 1 januari 1948 (enligt beslut den 10 juli 1947) genom ett samgående med Västra Njudungs tingslag i Njudungs domsagas tingslag.
Tingslaget omfattade Östra härad.